# Hotel Neanderthal
Hotel Neanderthal är Osslers debutalbum som soloartist. Det gavs ursprungligen ut 1997, och släpptes i en nyutgåva 2005.
Inspirerad av amerikanska band som Sonic Youth och The Pixies påbörjade Ossler 1994 inspelningar under eget namn, ihop med Martin Hennel i dennes inspelningsstudio "Studion" i Malmö. Inspelningarna fortlöpte under ett par år, och 1997 släpptes Hotel Neanderthal på NonStop Records, mycket tack vare Jan-Erik ”Eggis” Johansson. Eggis startade senare skivbolaget National, som återutgav plattan 2005 med en extra-cd innehållande 11 outtakes, singellåtar, m.m.
Med på plattan fanns musiker som Ossler jobbat med i tidigare sammanhang, och bland dessa märks inte minst trummisen Conny Städe och basisten och sångaren Magnus Börjeson (Beagle, senare i Roxette). Börjeson var även med och producerade och mixade albumet ihop med Ossler och Martin Hennel. På låten "Så annorlunda nu" gästar Bosse Skoglund, känd från bland annat Fläsket brinner och Peps Perssons band. 
Tre singlar släpptes från skivan: "Glada barn", "Vad är det nu han heter?" och "Dagar i ro". Den sistnämnda spelades in vid ett senare tillfälle, i Tambourinstudion med Michael Ilbert.
Skivans omslagsfotografier togs av fotografen Per-Anders Jörgensen, som också formgav plattan ihop med Ossler.

## Låtlista
1. Hotel Neanderthal
  - gitarr, sång: Pelle Ossler
  - gitarr: Ole Herman Finholt
  - bas: Thomas Holst
  - trummor: Conny Städe
  - kör: Joakim Leksell, Magnus Börjeson
  - Inspelad: 1994
2. Längre in
  - gitarr, sång: Pelle Ossler
  - git: Micke Gustavsson
  - bas, kör: Magnus Börjeson
  - trummor: Conny Städe
  - munspel: Jalle Lorensson
  - Inspelad: 1996
3. Glada barn
  - gitarr, sång: Pelle Ossler
  - bas, kör: Magnus Börjeson
  - trummor: Conny Städe
  - kör: Annika Svensson
  - Inspelad: 1995
4. Solens son
  - gitarr, sång: Pelle Ossler
  - bas, kör:  Magnus Börjeson
  - trummor: Conny Städe
  - trumpet: Ole Herman Finholt
  - saxofon: Mats Bengtsson
  - pedalsteel: Peter Nordin
  - Inspelad: 1995
5. Vite man
  - gitarr, sång: Pelle Ossler
  - gitarr: Ole Herman Finholt
  - gitarr: Måns Wieslander
  - bas: Thomas Holst
  - trummor:  Conny Städe
  - kör: Joakim Leksell, Magnus Börjeson
  - Inspelad: 1994
6. Snömannen
  - gitarr, sång: Pelle Ossler
  - percussion:  Conny Städe
  - fiol: Ewa Wiberg
  - cello: Sara Lundgren
  - tibetcymbal: Mats Bengtsson
  - Inspelad: 1995
7. Vad är det nu han heter
  - gitarr, sång: Pelle Ossler
  - gitarr, kör: Micke Gustavsson
  - bas, kör:  Måns Wieslander
  - trummor: Conny Städe
  - fiol: Ewa Wiberg
  - cello: Sara Lundgren
  - kör: Magnus Börjeson
  - Inspelad: 1996
8. Syster
  - gitarr, sång: Pelle Ossler
  - bas: Thomas Holst
  - trummor: Conny Städe
  - kör: Magnus Börjeson
  - Inspelad: 1995
9. Nån annanstans
  - gitarr, sång: Pelle Ossler
  - gitarr: Ole Herman Finholt
  - bas, kör: Magnus Börjeson
  - trummor: Conny Städe
  - Inspelad: 1995
10. Så annorlunda nu
  - gitarr, sång: Pelle Ossler
  - bas: Thomas Holst
  - trummor: Conny Städe
  - percussion: Bosse Skoglund
  - orgel: Mats Bengtsson
  - kör: Magnus Börjeson
  - Inspelad: 1996